# Pieter Wispelwey
Pieter Wispelwey (Haarlem, 25 de septiembre de 1962) es un violonchelista neerlandés. En 1992 fue el primer violonchelista en recibir el Netherlands Music Prize, un premio al más joven y prometedor músico de los Países Bajos. Ha llegado a ser considerado como uno de los principales intérpretes de violonchelo barroco y moderno.
Toca un violonchelo de 1760 de Giovanni Battista Guadagnini y uno barroco Rombouts de 1710.

## Formación
Pieter Wispelwey nació en Haarlem y creció en Santpoort. Desde una edad muy temprana fue expuesto a los sonidos de su padre amateur de cuarteto de cuerda cuando ensayaban en la casa de Wispelwey. Comenzó con el piano, pero más tarde tomó el violonchelo, a la edad de ocho años. Más tarde tomó clases de Dicky Boeke y Anner Bylsma en Ámsterdam, seguido por estudios con Pablo Katz en los Estados Unidos y William Pleeth en el Reino Unido.

## Carrera
Su primera grabación con el Canal de Clásicos, las Cello Suites de Bach, recibió considerables elogios tras su publicación en 1990. Lanzó dos grabaciones más de las suites en 1998 (Canal de Clásicos) y en 2012 (Evil Penguin Records). El apoyo de Canal de Clásicos de las décadas de 1990 y 2000, le permitió grabar su propia elección de repertorio, con su propia selección de los artistas y orquestas. Esto se tradujo en las grabaciones de un inusual repertorio, tales como las sonatinas de violín de Franz Schubert, de Frédéric Chopin, los valses, mazurcas y preludios y las sonatas para viola de Gamba de Bach, que tocó con sus propias instrumentaciones.
Wispelwey ha aparecido en recitales en todo el mundo, incluyendo el Concertgebouw de Ámsterdam, el Wigmore Hall (Londres), Châtelet (París), el Teatro Colón (Buenos Aires) y la Ópera de Sídney. Ha actuado con numerosas orquestas y conjuntos. Los proyectos más destacados han sido las giras y la grabación de los conciertos de Schumann y Shostakovich con la Orquesta de Cámara de Australia bajo Richard Tognetti. También ha actuado con la Orquesta Filarmónica de Róterdam, la BBC Symphony Orchestra, la Sinfónica Nacional de Rusia, la Camerata Académica de Salzburgo, la Orquesta de Cámara Mahler y la Deutsche Kammerphilharmonie Bremen y otras, y ha grabado con la de la Orquesta Filarmónica de los Países Bajos y la Filarmónica de la Radio de los Países Bajos.

## Estilo interpretativo
Wispelwey se siente cómodo tocando el violonchelo moderno con cuerdas de metal y cuerdas de tripa así como el violonchelo barroco de cuatro y cinco cuerdas, lo que le permite un repertorio que va desde Bach a Elliott Carter. Formado con instrumentos de época, como norma, Wispelwey ha desarrollado la convicción de que, bajo las condiciones adecuadas, en el repertorio de los siglos XVIII y XIX se logra un sonido superior cuando se toca con cuerdas de tripa en lugar de metal. Sin embargo, no es un purista, y toca un violonchelo moderno si la obra lo requiere.
El crítico Juan Krakenberger ha dicho de su interpretación de las 3 Suites de Britten: "Su sonido tiene mil y un timbres, desde vigorosos bajos, hasta el hilo sonoro más tenue que uno puede imaginarse. Aquí, el término “lenguaje musical” tenía plena validez. Por ejemplo, una marcha, con flautas y tambores, nos transportaba a un desfile - o un Moto Perpetuo se nos perdió en el infinito".

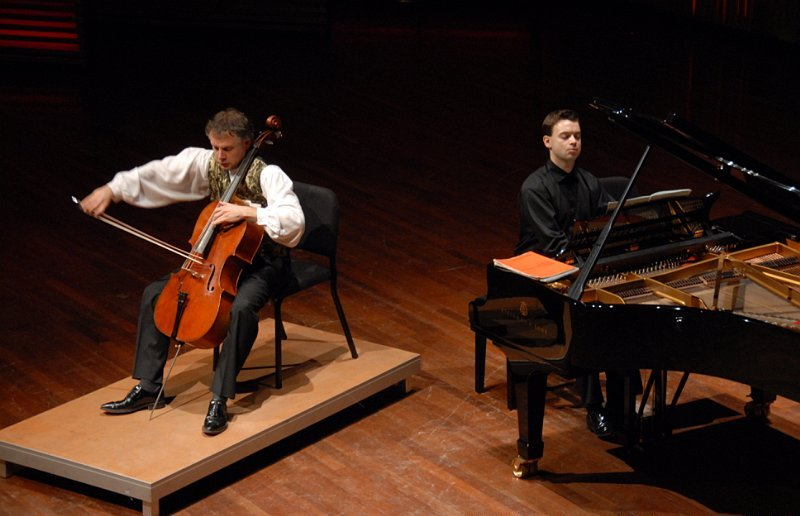
Pieter Wispelwey acompañado por Dejan Lazic, por: Fai Ho

Ha sido elogiado por su "inteligente, penetrante nivel musical y lírico compromiso," y Ivan Hewett, el escritor del Telegraph y profesor en el Royal College of Music, lo ha calificado como un "maestro de retórica."

## Vida personal
Desde la edad de 19 años ha residido en Ámsterdam.